# Configure Price Quote
Configure Price Quote är ett kategori av affärssystem som syftar till att möjliggöra industriell konfigurering, prisberäkning och offertgenerering. Somliga CPQ-implementationer som Tacton CPQ och Configit CPQ är fristående lösningar som integreras mot andra affärssystem, andra är implementerade som tilläggsfunktionalitet i ERP- och CRM-system som SAP AG och Salesforce.
Analysföretaget Gartner tar i sin årliga sammanfattning av marknaden upp ett tjugotal CPQ-programsviter Den globala CPQ-marknaden estimerades år 2023 omsätta 2,5 miljarder dollar.